# 渡名喜風南
渡名喜 風南（となき ふうな、1995年〈平成7年〉8月1日 - ）は、神奈川県相模原市緑区出身の日本の柔道家。
帝京大学医療技術学部卒業、身長148.8センチメートル (cm)、胸囲94cm、リーチ153cm、握力は右30kg左30kg、血液型はO型、階級は48キログラム (kg) 級、段位は参段、組み手は左組み、得意技は足技、寝技。両親は沖縄県出身で4人姉妹の末妹。現役時はパーク24に所蔵した。

## 経歴
格闘技ファンの父とともに、幼少期からK-1などの格闘技をテレビでたびたび視聴し、ミルコ・クロコップのファンとなる。相原小学校3年時に、空手道場を見学するがあまり面白そうではなく自分のやりたいことはこれではないと悟り、次に柔道の相武館吉田道場を見学して自分のやりたいことはこれだと決めて柔道を始めた。柔道を始めることに谷亮子から影響受けた。所属した相武館吉田道場の1年先輩に田代未来、同期に芳田司や内尾真子がいた。小学校では、ボーイッシュな容姿を男子にからかわれたが「けんかっ早い少女」で男子に立ち向かい「勝つまでやめなかった」。相原中学2年の時に県大会決勝で1つ上の姉を破って全国中学校柔道大会44kg級に出場するものの2回戦で敗れた。近代柔道杯では芳田や内尾とともに活躍して優勝を飾った。中学の時は寝技の練習に力を入れ、のちに武器ともなる。
修徳高校へ進むと、谷亮子のライバルだった北田佳世の指導を受けることになった。2年の時に全日本ジュニア48kg級で3位になった。3年の時には学校の1年後輩で前年のインターハイで3位になった高橋瑠衣を東京予選で破ってインターハイに出場して決勝まで勝ち進むものの、大成高校3年の近藤亜美に技ありで敗れた。全日本ジュニアでも決勝まで進むが、山梨学院大学2年の山崎珠美に小外掛で敗れた。アジアジュニアでは優勝を飾った。
2014年に帝京大学の医療技術学部スポーツ医療学科へ入学すると、当初は高校時代のように勝てなくなり自信が揺らぐも、｢死ぬこと以外はかすり傷｣の台詞に感銘して自信を取り戻した。1年次は10月の体重別団体決勝で山崎と対戦するが、合技で敗れてチームも2位になる。11月の講道館杯は決勝まで進むと、元世界チャンピオンであるコマツの浅見八瑠奈と対戦して、GSまでもつれて健闘するも指導を与えられて敗れた。2015年1月のヨーロッパオープン・ソフィアでは2位となった。
2年次は、6月にグランプリ・ブダペストに出場して初戦でロンドンオリンピック銅メダリストである地元ハンガリーのチェルノビツキ・エーヴァを合技で破るなどして決勝まで進むも、世界2位であるアルゼンチンのパウラ・パレトに有効で敗れて2位となる。7月のユニバーシアードは、3回戦で地元韓国の鄭普涇に技ありで敗れるが、敗者復活戦を勝ち上がり3位になった。9月の全日本ジュニアでは準決勝で埼玉栄高校3年の常見海琴に大腰で敗れて3位となり、常見とともに世界ジュニア代表に選ばれた。10月の学生体重別では準々決勝で仙台大学2年の渡辺愛実に背負投で敗れて5位になる。世界ジュニアは3回戦でポルトガルのジョアナ・ディオゴと対戦し、得意なはずの寝技で抑えこまれるも残り後1秒で一本を何とか逃れて技ありで食い止め、横四方固で逆転勝ちした。決勝で常見を準決勝で破ったスロベニアのマルシャ・シュタンガルを崩上四方固で破るなど、結果として5試合全てを寝技で一本勝ちして優勝した。この時は左肘を負傷して寝技を主体として戦うも勝利し、健康体ならばさらに上を目指せると自信が芽生えた。11月の講道館杯は、決勝で山崎を有効で破り初優勝した。グランプリ・青島は、決勝で元世界チャンピオンで世界ランキング1位でもあるモンゴルのムンフバット・ウランツェツェグに一本勝ちしてIJFワールド柔道ツアー初優勝した。12月のグランドスラム・東京は、2回戦でムンフバットに指導1で敗れた。
3年次は、4月の選抜体重別初戦で綜合警備保障の遠藤宏美に指導1で敗れた。アジア選手権は、準決勝でカザフスタンのオトゴンツェツェグ・ガルバドラフに技ありで敗れて3位となる。7月のグランドスラム・チュメニは、決勝で地元ロシアのナタリヤ・コンドラティエワと対戦すると、GSに入ってから崩上四方固で一本勝ちして優勝した。10月の学生体重別は、準決勝で国士舘大学4年の岡本理帆に払腰の技ありで敗れて3位となる。11月の講道館杯は、決勝でA-LINEの森崎由理江を小外掛で破ったのを始めオール一本勝ちで2連覇を飾った。リオデジャネイロオリンピックを見て投げ技があまり出ていないことに疑問を感じて「見ている人は大技の方が楽しいはず」と大技を繰り出せるように練習した。12月のグランドスラム・東京は、準々決勝で近藤亜美を技ありで破るも、準決勝でムンフバットに指導1で敗れて3位となる。2017年2月のグランプリ・デュッセルドルフは、得意の寝技を軸に決勝へ進出してフランスのメラニー・クレマンを開始早々に横四方固で破るなど、全試合を一本勝ちで優勝した。
4年次は、4月の体重別準決勝でひらまつ病院の岡本理帆に反則勝ちすると、決勝で近藤との対戦になり、GSを含めて8分近い戦いの末に大外刈で一本負けして2位となる。国際大会の実績が考慮されて近藤とともに世界選手権代表に選出される。5月のアジア選手権では準決勝でガルバドラフに敗れると、3位決定戦は韓国のカン・ユジョンに終了間際に逆転負けを喫して5位となる。8月の世界選手権前に「自分の力を出し切れば勝てると思う」と語る。3回戦で大学の同級生であるブラジルの小山亜利沙と対戦すると、技ありを先取されるもすぐに抑え込みで技ありを取り返すと、GSに入ってから技ありを取って勝利した。その後の準決勝ではガルバドラフをGSにおいて技ありで破ると、決勝ではムンフバットを小外刈の技ありで破って、小学生の時から追い続けてきた同い年の近藤と同じく世界チャンピオンとなった。2015年と2016年のグランドスラム東京でも小外刈でムンフバットを投げていたが、その際にはポイントを取ってもらえなかった。後にこの一戦を、「粘り強さは日本人の強み。最後まで諦めずに戦えた」と振り返った。試合後のインタビューでは「今まで優勝しても泣くほどではなかったが、涙が出た。すごくうれしい」「勝っておごらず、常に挑戦者の気持ちで。東京五輪で優勝したい」とコメントした。10月の体重別団体では初戦の龍谷大学戦で引き分けるとチームも敗れた。12月のグランドスラム・東京では準々決勝で近藤に袈裟固で一本負けするも、その後の3位決定戦で遠藤を横四方固で破って3位になった。続くワールドマスターズでは準々決勝で小山に指導2で勝つなどして決勝まで進むと、地元ロシアのイリーナ・ドルゴワをGS含めて9分以上の戦いの末に袈裟固めで破って優勝した。2018年2月のグランドスラム・パリでは準決勝でヨーロッパチャンピオンであるウクライナのダリア・ビロディドに大内刈で敗れると、3位決定戦でもムンフバット相手に指導2でリードしながら、唇を切ったことで止血に当たるため3度も畳を離れたことで、規定により反則負けを与えられて5位になる。大会後の世界ランキングで、この階級の日本選手として2012年8月までトップだった福見友子以来5年半ぶりに1位となった。
2018年4月からはパーク24所属となった。体重別では準決勝で自衛隊体育学校の山崎珠美に小外刈の技ありで敗れて3位だった。この際に、「気持ちと体がついていかなかった」「組み手が雑という課題に正面から向き合いたい」とコメントした。世界選手権代表には選ばれた。7月のグランプリ・ザグレブでは準決勝でビロディドの小内刈に両手で尻もちを付き、新ルールの規定により技ありを取られて3位となる。試合後には「私が負けた選手は、17歳で170cmと長身の可愛い顔の子で、今のところ柔道も容姿も負けているので柔道だけは負けないように頑張ります。」と語る。9月の世界選手権では準決勝でムンフバットに袖釣込腰で技ありを先取されるも、終盤に相手の掛け逃げにより逆転の反則勝ちを収めるが、決勝ではビロディドに大内刈で敗れて2連覇はならなかった。試合後には、「やってきたことが少ししか出せなかった。悔しい限り」とコメントした。女子代表監督の増地克之は「ビロディドを倒さない限り、（東京オリンピックで）金メダルはない。2年間で金を取れる選手を育てたい」と語った。11月のグランドスラム・大阪では準決勝で遠藤に反則勝ちすると、決勝で寝技師のムンフバットを横四方固で破り優勝した。
2019年1月には体幹強化を目的にモンゴルに赴くと、ライバルのムンフバットに「肉を食べないと強くなれない」とアドバイスされたことがきっかけで、苦手だった牛肉が好物になった。2月のグランドスラム・デュッセルドルフでは決勝でカン・ユジョンを引込返で破ったのを始めオール一本勝ちで優勝した。試合後に「安定して勝っていかないと、（代表）選考にも選ばれないと思っている。全試合一本勝ちで優勝できて良かった。しっかり相手を見ることができた」とコメントした。4月の体重別は左膝内側靱帯損傷で出場を回避したが、世界選手権代表に選出された。7月のグランプリ・ブダペストでは準決勝で地元のチェルノビツキに技ありを先取されるも崩上四方固で逆転勝ち、決勝ではコソボのディストリア・クラスニキと対戦して技ありを先取するも技ありを取り返されるが、GSに入ってから合技で破るなど全て一本勝ちして優勝した。8月に東京で開催された世界選手権では準々決勝でフランスのメラニー・クレマンを合技、準決勝ではクラスニキを袖釣込腰で破るなど全て一本勝ちして決勝まで進むと、前年に続いてビロディドとの対戦となったが、払腰の技ありで敗れて2位になる。52kg級の元世界チャンピオンである中村美里はこの一戦について、渡名喜はビロディドから初めてと言ってもいい弱気な態度を引き出した、両者の実力差は接近してきていると分析した。11月のグランドスラム・大阪では準決勝で近藤と11分近い戦いの末に反則勝ちすると、決勝でスペインのフリア・フィゲロアを合技で破って2連覇した。
2020年2月のグランドスラム・デュッセルドルフでは決勝で世界ジュニア2位であるフランスのシリヌ・ブクリに技ありで敗れて2位にとどまった。のちに開かれた強化委員会で、強化委員全員の満場一致により、東京オリンピック代表が内定した。東京オリンピック代表は、2番手選手と比較してこれまでの成績差が歴然であると強化委員の3分の2以上によって判断された場合に、内定する。代表内定となった渡名喜は、「ここからがスタート。どんな相手にも勝てるように準備していきたい」と決意を語った。5月に全柔連は常務理事会と強化委員会を開いて、新型コロナウイルスの影響で1年延期になった東京オリンピックでは、2月に決まっていた代表内定選手の権利を維持する方針を確認した。内定選手は激越な代表選考をすでに経ているとしたうえで、国際大会の再開が今だ不透明で再選考が容易でないことを最大の理由に挙げている。強化委員長の金野潤は「現場の監督、コーチが現内定選手で闘う自信をしっかり持っていることが一番の決め手」だと説明した。のちに全柔連の全理事と監事の承認を得て、代表内定選手の維持が正式に決まった。コロナ禍で充分に練習が出来ない時期に、できないことを抑制しながらもできる範囲の練習に取り組むことで我慢することを身に付けた。長年のライバルだった同じ年の近藤亜美が10月に引退した点について、「高校のときから対戦していて、常に私が追い続ける立場。近藤選手の存在があって、自分がここまでこれた。自分を強くしてくれた」とコメントした。
2021年1月のワールドマスターズでは準々決勝でリオデジャネイロオリンピック金メダリストであるアルゼンチンのパウラ・パレトを技あり、準決勝ではビロディドを一本背負投の技ありで破った。これにより、5度目の対戦で初めてビロディドに勝利することとなったが、決勝ではクラスニキに合技で敗れて2位になる。5月のグランドスラム・カザンでは決勝で地元ロシアのドルゴワを崩上四方固で破るなどオール一本勝ちして優勝した。7月に日本武道館で開催された東京オリンピックでは準々決勝でパレトを腕挫十字固で破ると、準決勝では宿敵のビロディドを横四方固で破ったが、決勝ではクラスニキに終了間際に技ありを取られて2位になり、日本選手団でメダル第一号となる銀メダルを得た。
2022年4月の体重別では準決勝で山梨学院大学3年の古賀若菜を崩上四方固で破ると、決勝では世界チャンピオンである了徳寺大学職員の角田夏実を大内刈の技ありで破って優勝し、世界選手権代表に選ばれた。続いて全日本選手権に推薦で出場するも、初戦で自分より81kgも重い北関東綜合警備保障の蓮尾沙樹に大外刈と崩袈裟固の合技で敗れた。7月のグランドスラム・ブダペストでは決勝でフィゲロアを崩袈裟固で破るなど、オール一本勝ちして優勝した。10月の世界選手権では準々決勝でフィゲロアに立ち姿勢で関節技を仕掛けながら倒れ込んだとして反則負けとなり、その後の敗者復活戦は規定により出場できず、7位になる。12月開催のグランドスラム・東京はケガのため辞退した。
2024年1月31日にインスタグラムで現役引退を表明し、パーク24も退社した。今後について言及しなかった。

## 世界ランキング
IJF世界ランキングは3420ポイント獲得で、18位(23/3/6現在)。
- 世界ランキングの年度別変遷

|      | 2015年 | 2016年 | 2017年 | 2018年 | 2019年 | 2020年 | 2021年 | 2022年 | 2023年 |
| ---- | ------ | ------ | ------ | ------ | ------ | ------ | ------ | ------ | ------ |
| 順位 | 31     | 12     | 2      | 3      | 3      | 3      | 4      | 10     | 49     |

(出典、JudoInside.com)

## 戦績
- 2010年 -　近代柔道杯　優勝
- 2012年 -　全日本ジュニア　3位
- 2013年 -　インターハイ 2位
- 2013年 -　全日本ジュニア　2位
- 2013年 -　アジアジュニア　優勝
- 2014年 -　体重別団体　2位
- 2014年 -　ポーランドジュニア国際　優勝
- 2014年 -　講道館杯　2位
- 2015年 -　ヨーロッパオープン・ソフィア 2位
- 2015年 -　グランプリ・ブダペスト 2位
- 2015年 -　ユニバーシアード　3位
- 2015年 -　全日本ジュニア　3位
- 2015年 -　学生体重別　5位
- 2015年 -　世界ジュニア　優勝
- 2015年 -　講道館杯　優勝
- 2015年 -　グランプリ・青島　優勝
- 2016年 - アジア選手権 3位
- 2016年 - グランドスラム・チュメニ 優勝
- 2016年 -　学生体重別　3位
- 2016年 -　講道館杯　優勝
- 2016年 -　グランドスラム・東京　3位
- 2017年 -　グランプリ・デュッセルドルフ　優勝
- 2017年 -　体重別　2位
- 2017年 -　アジア選手権　5位
- 2017年 -　世界選手権 優勝
- 2017年 -　グランドスラム・東京　3位
- 2017年 -　ワールドマスターズ　優勝
- 2018年 -　体重別　3位
- 2018年 -　グランプリ・ザグレブ　3位
- 2018年 -　世界選手権　2位
- 2018年 -　グランドスラム・大阪　優勝
- 2019年 - グランドスラム・デュッセルドルフ　優勝
- 2019年 - グランプリ・ブダペスト　優勝
- 2019年 - 世界選手権　2位
- 2019年 -　グランドスラム・大阪　優勝
- 2020年 -　グランドスラム・デュッセルドルフ　2位
- 2021年 -　ワールドマスターズ　2位
- 2021年 -　グランドスラム・カザン　優勝
- 2021年 -　東京オリンピック　銀メダル
- 2022年 -　体重別　優勝
- 2022年 -　グランドスラム・ブダペスト 優勝
- 2022年 -　世界選手権 7位

（出典、JudoInside.com）

## 有力選手との対戦成績
(2022年12月現在)
| 国籍             | 選手名                           | 内容   |
| ---------------- | -------------------------------- | ------ |
| 日本の旗         | 浅見八瑠奈                       | 1敗    |
| 日本の旗         | 近藤亜美                         | 2勝3敗 |
| 日本の旗         | 角田夏実                         | 1勝    |
| モンゴルの旗     | ムンフバット・ウランツェツェグ   | 4勝3敗 |
| カザフスタンの旗 | オトゴンツェツェグ・ガルバドラフ | 2勝2敗 |
| コソボの旗       | ディストリア・クラスニキ         | 2勝3敗 |
| 大韓民国の旗     | 鄭普涇                           | 1勝1敗 |
| ウクライナの旗   | ダリア・ビロディド               | 2勝4敗 |
| アルゼンチンの旗 | パウラ・パレト                   | 1勝1敗 |

(参考資料：ベースボールマガジン社発行の近代柔道バックナンバー、JudoInside.com等)